# Баляснівська волость
Баляснівська волость — історична адміністративно-територіальна одиниця Полтавського повіту Полтавської губернії з центром у селі Балясне.
Станом на 1885 рік складалася з 16 поселень, 18 сільських громад. Населення — 5865 осіб (2999 осіб чоловічої статі та 2866 — жіночої), 846 дворових господарств.
|                     | Площа, десятин | У тому числі орної, дес. |
| ------------------- | -------------- | ------------------------ |
| Сільських громад    | 4319           | 3438                     |
| Приватної власності | 7276           | 5349                     |
| Іншої власності     | 72             | 65                       |
| Загалом             | 11667          | 8852                     |

Основне поселення волості:
- Балясне — колишнє власницьке село при річці Голтва за 35 верст від повітового міста, 1541 особа, 262 двори, православна церква, школа, 2 постоялих будинки, 4 лавки, 3 ярмарки.
- Андріївка — колишнє власницьке село, 47 осіб, 7 дворів, православна церква, млин.
- Кокозівка — колишнє власницьке село, 863 особи, 130 дворів, 19 млинів.
- Ландарівка — колишнє власницьке село, 625 осіб, 107 дворів, 15 млинів.
- Нелюбівка — колишнє власницьке село, 640 осіб, 84 двори, 13 млинів.

Старшинами волості були:
- 1900 року селянин Деомид Пилипович Бражник[2];
- 1903—1904 роках козак Михайло Іванович Задорожний[3],[4];
- 1906—1907 роках козак Тит Федович Бородай[5],[6];
- 1913 року Самусій Якович Кальник[7];
- 1915—1916 роках Федір Іванович Сівець[8],[9].